# Georges Lienhart
Georges Frédéric Lienhart, né le 1er juin 1886 à Rougegoutte dans le Territoire de Belfort et mort le 14 juin 1952 à Belfort, est un aviateur français, as de la Première Guerre mondiale.

## Biographie
Son père était pareur à la fabrique de Rougegoutte.
Mobilisé comme sergent de réserve en 1914, Georges Lienhart est promu adjudant en 1917 puis sous-lieutenant en 1918.
Pilote de chasse et d'observation, il a remporté 5 victoires du 16 juillet au 26 septembre 1918 au sein de l'escadrille SPA 37. Il faut noter que 3 de ces victoires ont lieu dans la même journée du 26 septembre 1918. Toutes ces victoires font également l'objet d'un partage avec un autre pilote de son escadrille : avec le lieutenant Bernard Barny de Romanet pour celle du 16 juillet sur un DFW C.V, avec l'adjudant Marot pour celle du 17 septembre et une de celles du 18 et avec le sous-lieutenant Fernand Guyou pour les deux dernières.
Démobilisé en 1919, Lienhart est promu lieutenant de réserve en 1925. Titulaire de six citations, il est décoré de la Médaille militaire en 1918 et de la Légion d'honneur en 1924, puis fait officier du même ordre en 1938.
Après son retour à la vie civile, il travaille dans la métallurgie. Contremaître en 1924, il est chef de fabrication à la société Alstom en 1938.

## Source
- Dossier de  Légion d'honneur de Georges Lienhart.